# Liste der Stadtpräsidenten von Solothurn
Die Liste der Stadtpräsidenten von Solothurn listet chronologisch die Stadtpräsidenten der Schweizer Stadt Solothurn auf. Der Stadtpräsident (früher Stadtammann) präsidiert den Gemeinderat, das vollziehende und verwaltende Organ der Gemeinde mit heute 30 Mitgliedern.
| Amtsdauer | Person                       | Partei          |
| --------- | ---------------------------- | --------------- |
| 1832–1839 | Dominik Wysswald             |                 |
| 1840      | Franz Bünzli                 | konservativ     |
| 1841–1844 | Jakob Amiet-Lutiger          |                 |
| 1844–1871 | Franz Bünzli                 | konservativ     |
| 1871–1875 | Constanz Glutz von Blotzheim | konservativ     |
| 1875–1877 | Josef von Sury               | konservativ     |
| 1877–1892 | Constanz Glutz von Blotzheim | konservativ     |
| 1892–1906 | Wilhelm Vigier               | radikal-liberal |
| 1906–1908 | Johann Spillmann             |                 |
| 1908–1915 | Hans Jecker                  | FdP             |
| 1916–1933 | Walter Hirt                  | FdP             |
| 1933–1953 | Paul Haefelin                | FdP             |
| 1953–1968 | Robert Kurt                  | FdP             |
| 1969–1981 | Fritz Schneider              | FdP             |
| 1981–1992 | Urs Scheidegger              | FdP             |
| 1993–2021 | Kurt Fluri                   | FdP/FDP         |
| seit 2021 | Stefanie Ingold              | SP              |